# Base aérienne de Shamsi
La base aérienne de Shamsi, est un aérodrome gouvernemental situé à environ 320 kilomètres au sud-ouest de Quetta et à environ 400 kilomètres au nord-ouest de Gwadar, dans la province du Balouchistan au Pakistan. L'aérodrome est situé dans le district de Washuk et niché dans une vallée désertique aride entre deux crêtes de la Chaîne du Makran, à environ 35 kilomètres au sud-est du village de Washuk.
Entourée de secret, la base de Shamsi est louée aux Émirats arabes unis en 1992. Entre le 20 octobre 2001 et le 11 décembre 2011, le site est loué aux États-Unis pour servir de base aux opérations conjointes de surveillance et de drones de la Central Intelligence Agency (CIA) et de l'United States Air Force (USAF) (en particulier celles impliquant des drones Predator) contre des militants dans les zones tribales sous administration fédérale du Pakistan. Les États-Unis reçoivent l'ordre de quitter l'aérodrome par le gouvernement pakistanais le 26 novembre 2011 après l'incident de Salala au cours duquel les forces de l'OTAN dirigées par les États-Unis attaquent deux postes de contrôle frontaliers pakistanais dans les zones tribales sous administration fédérale du Pakistan, tuant 24 soldats de l'armée pakistanaise. Les États-Unis quittent les lieux le 11 décembre 2011.

## Historique

### Location aux Émirats arabes unis (1992–2001)
L'aérodrome désaffecté de Bhandari est loué aux Émirats arabes unis en 1992 pour la chasse au gibier, au profit des membres des familles royales des Émirats. La piste d'atterrissage, qui est rebaptisée "Shamsi" (signifiant "Solaire" en arabe) par les Cheikhs émiratis, est transformée par les Émirats arabes unis en un aérodrome pouvant accueillir des appareils à réaction.

### Location aux États-unis (2001–2011)
À la demande des États-Unis, est sous-loué par les Émirats arabes unis aux États-Unis le 20 octobre 2001 avec l'approbation du président de l'époque, Pervez Musharraf. Le site est développé conjointement par la CIA et l'USAF. Les États-Unis construisent deux hangars permanents et un hangar démontable à Shamsi pour abriter des drones, ainsi que des installations de soutien et d'hébergement. Le pays refait également le revêtement de la piste en asphalte pour permettre son utilisation par des avions militaires lourds.
Dans la nuit du 9 janvier 2002, un avion de ravitaillement KC-130R du Corps des Marines des États-Unis s'écrase après avoir heurté une ligne de crête à l'approche de Shamsi, peut-être en raison de la désorientation de l'équipage. Le crash entraîne la mort des sept membres d'équipage.
En février 2009, The Times (Londres) affirme avoir obtenu des images Google Earth de 2006 montrant des drones Predator garés à l'extérieur d'un hangar au bout de la piste de Shamsi. L'enquête du journal fait suite à une déclaration de la sénatrice américaine Dianne Feinstein selon laquelle la CIA base ses drones au Pakistan. La société américaine Blackwater y serait également présente, engagée par le gouvernement pour armer les drones de missiles. Le gouvernement pakistanais nie initialement que l'aérodrome est utilisé comme base pour des opérations militaires ou secrètes américaines, mais le confirmé plus tard. Le New York Times cite un haut responsable militaire pakistanais déclarant qu'en 2009, les opérations de drones sont déplacées de l'autre côté de la frontière vers l'Afghanistan.

### Friction entre le Pakistan et les États-Unis et expulsion (2011)
Le 13 mai 2011, à la suite de l'assassinat d'Oussama ben Laden le 2 mai 2011, le maréchal en chef de l'air Rao Qamar Suleman (en), chef d'état-major de l'armée de l'air pakistanaise (PAF), confirme, lors d'un briefing à huis clos lors d'une séance conjointe du Parlement pakistanais, que la base de Shamsi n'est pas sous le contrôle de l'armée de l'air pakistanaise, mais sous le contrôle des Émirats arabes unis.
En juin 2011, le Pakistan ordonne publiquement aux États-Unis de retirer tout son personnel de l'aérodrome. Les États-Unis et le Pakistan annoncent quelques jours plus tard que les opérations de drones depuis l'aérodrome ont effectivement cessé en avril 2011.
Le 26 novembre 2011, le Pakistan ordonne aux États-Unis de quitter la base dans les 15 jours en réponse à l'incident de Salala, au cours duquel des avions militaires américains attaquent deux postes de contrôle frontaliers pakistanais à 2,5 kilomètres à l'intérieur du territoire pakistanais et tuent 24 soldats pakistanais,,,. Bien que les opérations de drones en provenance de la base  cessent en avril 2011, les États-Unis utilisent apparemment toujours l'aérodrome pour des atterrissages d'urgence et un soutien logistique.
Le 4 décembre 2011, le premier avion militaire américain arrive à Shamsi pour évacuer le personnel et l'équipement militaires américains. Au total, sept avions militaires américains, dont des C-17 Globemaster, atterrissent à Shamsi la semaine suivante à des fins d'évacuation. Du matériel et du personnel américains sont évacués en 30 liaisons aériennes. Le 9 décembre 2011, des soldats de la Frontier Constabulary pakistanaise arrivent dans le village voisin de Washuk pour se positionner pour reprendre Shamsi. Toutes les routes à destination et en provenance de Shamsi sont fermées. Certains équipements américains sont détruits par l'armée américaine. Les États-Unis quittent finalement Shamsi le 11 décembre 2011 avec deux vols transportant les soldats et l'équipement américains restants,. Des soldats de l'armée pakistanaise, de la police aux frontières et des responsables de l'autorité de l'aviation civile du Pakistan (en) prennent immédiatement le contrôle de l'aérodrome,. Une photographie de l'aérodrome prise le 11 décembre 2011 officiellement publiée par la Direction des relations publiques interservices (en) de l'armée pakistanaise et publiée dans le journal britannique The Telegraph montre des soldats de l'armée pakistanaise et un hélicoptère Mil Mi-17 de l'armée pakistanaise à Shamsi peu après le départ des américains.